# Westelijke struikgaai
De westelijke struikgaai (Aphelocoma californica) is een zangvogel uit de familie Corvidae (kraaien). 

## Verspreiding en leefgebied
Deze soort komt voor van zuidwestelijk Washington tot Baja California en telt zeven ondersoorten:
- A. c. californica: het kustgebied van centraal Californië.
- A. c. immanis: zuidwestelijk Washington en westelijk Oregon.
- A. c. caurina: van zuidwestelijk Oregon tot centraal Californië.
- A. c. oocleptica: van het zuidelijke deel van Centraal-Oregon tot het zuidelijke deel van Centraal-Californië en westelijk Nevada.
- A. c. cana: Joshua Tree National Park in zuidoostelijk Californië.
- A. c. obscura: zuidwestelijk Californië en noordelijk Baja California (noordwestelijk Mexico).
- A. c. hypoleuca: centraal en zuidelijk Baja California.